# United Technologies
United Technologies Corporation (UTC) va ser un conglomerat multinacional nord-americà amb seu a Farmington, Connecticut. Va investigar, desenvolupar i fabricar productes en nombroses àrees, com ara motors d'avions, sistemes aeroespacials, HVAC, ascensors i escales mecàniques, incendis i seguretat, automatització d'edificis i productes industrials, entre d'altres. UTC també era un gran contractista militar, obtenint al voltant del 10% dels seus ingressos del govern dels EUA. Gregory J. Hayes va ser el conseller delegat i president.
L'abril de 2020, UTC es va fusionar amb Raytheon Company per formar Raytheon Technologies.

## Història
El 1974, Harry Gray va deixar Litton Industries per convertir-se en director general de United Aircraft. Va seguir una estratègia de creixement i diversificació, canviant el nom de la corporació matriu a United Technologies Corporation (UTC) el 1975 per reflectir la intenció de diversificar-se en nombrosos camps d'alta tecnologia més enllà de l'aeroespacial. (El canvi es va fer oficial l'1 de maig de 1975.) La diversificació va ser parcialment per equilibrar els negocis civils amb qualsevol dependència excessiva dels negocis militars. UTC es va convertir en una organització centrada en fusions i adquisicions (M&A), amb diverses adquisicions forçades de corporacions més petites que no ho volen. L'any següent (1976), UTC va adquirir per la força Otis Elevator. El 1979 es van adquirir Carrier Refrigeration i Mostek; l'acord de Carrier va ser forçat, mentre que l'acord de Mostek va ser un moviment de cavaller blanc contra els dissenys hostils d'adquisició de Gould.
El juny de 2019, United Technologies va anunciar la intenció de fusionar-se amb el contractista de defensa Raytheon per formar Raytheon Technologies Corporation. La companyia combinada, valorada en més de 100.000 milions de dòlars després de les escissions previstes, seria la segona empresa aeroespacial i de defensa més gran del món per vendes darrere de Boeing. Tot i que UTC serà el supervivent nominal, l'empresa fusionada tindrà la seu a Waltham, Massachusetts, on té la seu de Raytheon. La fusió es va completar l'abril de 2020.
El març de 2020, United Technologies Corporation va anunciar les separacions de Carrier Global i Otis Worldwide.